# Cirey-lès-Pontailler
Pour les articles homonymes, voir Cirey (homonymie).
Cirey-lès-Pontailler est une commune française située dans le canton d'Auxonne du département de la Côte-d'Or, en région Bourgogne-Franche-Comté.

## Géographie

### Localisation
Cirey-lès-Pontailler est un village périurbain sitié à 19 km à vol d'oiseau à l'est de Dijon, 27 km au sud-ouest de Gray, 14 km au nord-ouest d'Auxonne et à 9km au nord-est de Genlis.
La commune se trouve dans l'aire d'attraction de Dijon ainsi que dans sa zone d'emploi, et dans le bassin de vie de Genlis.

### Communes limitrophes
Les communes limitrophes sont  Binges, Lamarche-sur-Saône, Saint-Léger-Triey, Tellecey et Étevaux.

### Géologie et relief
La superficie de la commune est de 8,79 km2 ; son altitude varie de 188  à   241 mètres.

### Hydrographie

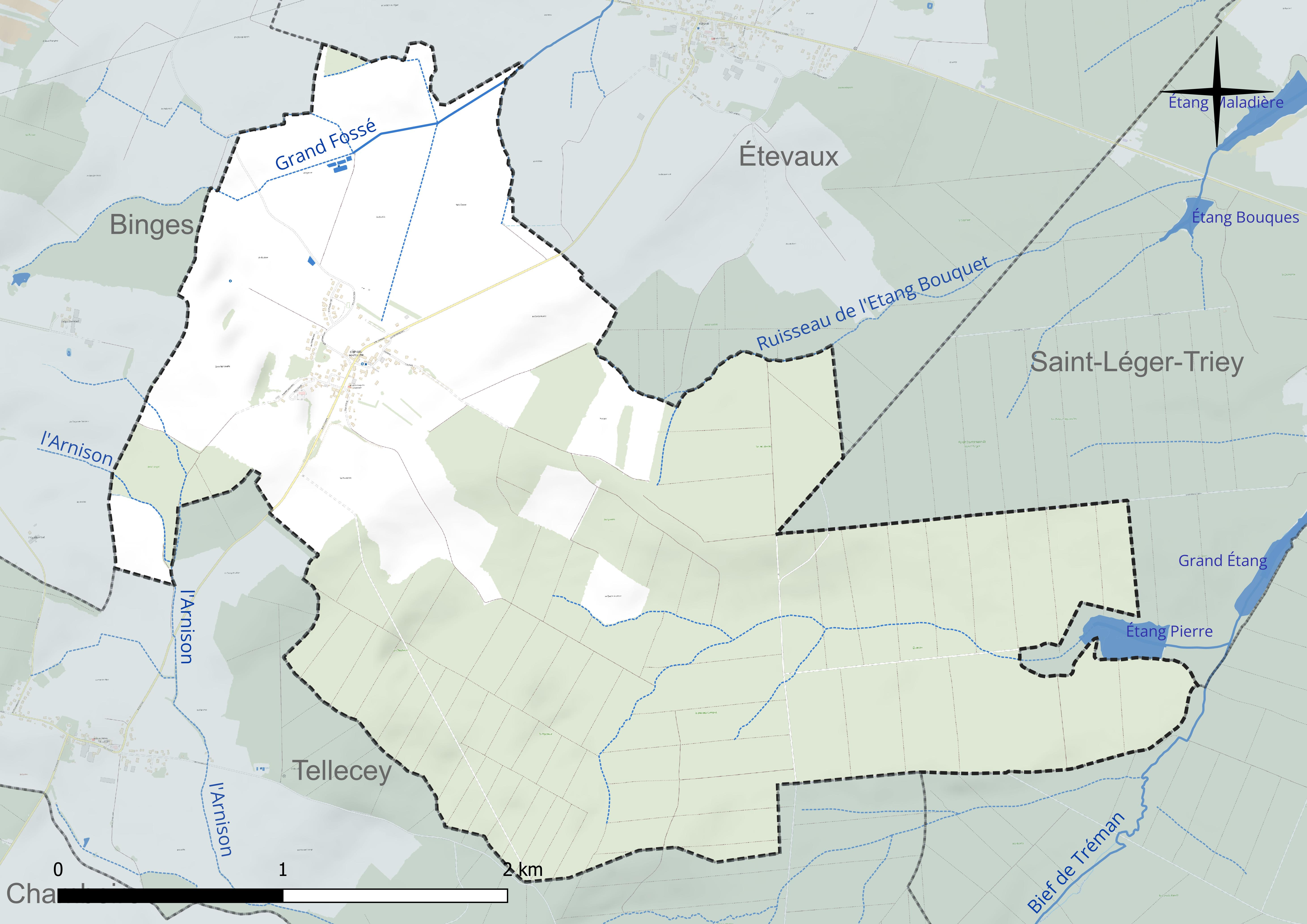
Carte hydrographique de la commune.

Plusieurs petits cours d'eau drainent le territoire communal, dont le Grand Fossé, le ruisseau de l'Étang-Bouquet et l'Arnison.

### Climat
Pour des articles plus généraux, voir Climat de la Bourgogne-Franche-Comté et Climat de la Côte-d'Or.
En 2010, le climat de la commune est de type climat des marges montargnardes, selon une étude du Centre national de la recherche scientifique s'appuyant sur une série de données couvrant la période 1971-2000. En 2020, Météo-France publie une typologie des climats de la France métropolitaine dans laquelle la commune est dans une zone de transition entre le climat océanique altéré et le climat océanique altéré et est dans la région climatique Bourgogne, vallée de la Saône, caractérisée par un bon ensoleillement (1 900 h/an), un été chaud (18,5 °C), un air sec au printemps et en été et des vents faibles.
Pour la période 1971-2000, la température annuelle moyenne est de 10,5 °C, avec une amplitude thermique annuelle de 17,5 °C. Le cumul annuel moyen de précipitations est de 894 mm, avec 11,4 jours de précipitations en janvier et 8,1 jours en juillet. Pour la période 1991-2020, la température moyenne annuelle observée sur la station météorologique de Météo-France la plus proche, « Dijon-Longvic », sur la commune d'Ouges à 17 km à vol d'oiseau, est de 11,4 °C et le cumul annuel moyen de précipitations est de 743,4 mm,. Pour l'avenir, les paramètres climatiques de la commune estimés pour 2050 selon différents scénarios d'émission de gaz à effet de serre sont consultables sur un site dédié publié par Météo-France en novembre 2022.

### Milieux naturels et biodiversité
Une partie de la forêt domaniale de Saint-Léger se trouve dans l'est du territoire communal.

## Urbanisme

### Typologie
Au 1er janvier 2024, Cirey-lès-Pontailler est catégorisée commune rurale à habitat dispersé, selon la nouvelle grille communale de densité à 7 niveaux définie par l'Insee en 2022.
Elle est située hors unité urbaine. Par ailleurs la commune fait partie de l'aire d'attraction de Dijon, dont elle est une commune de la couronne,. Cette aire, qui regroupe 333 communes, est catégorisée dans les aires de 200 000 à moins de 700 000 habitants,.

### Occupation des sols

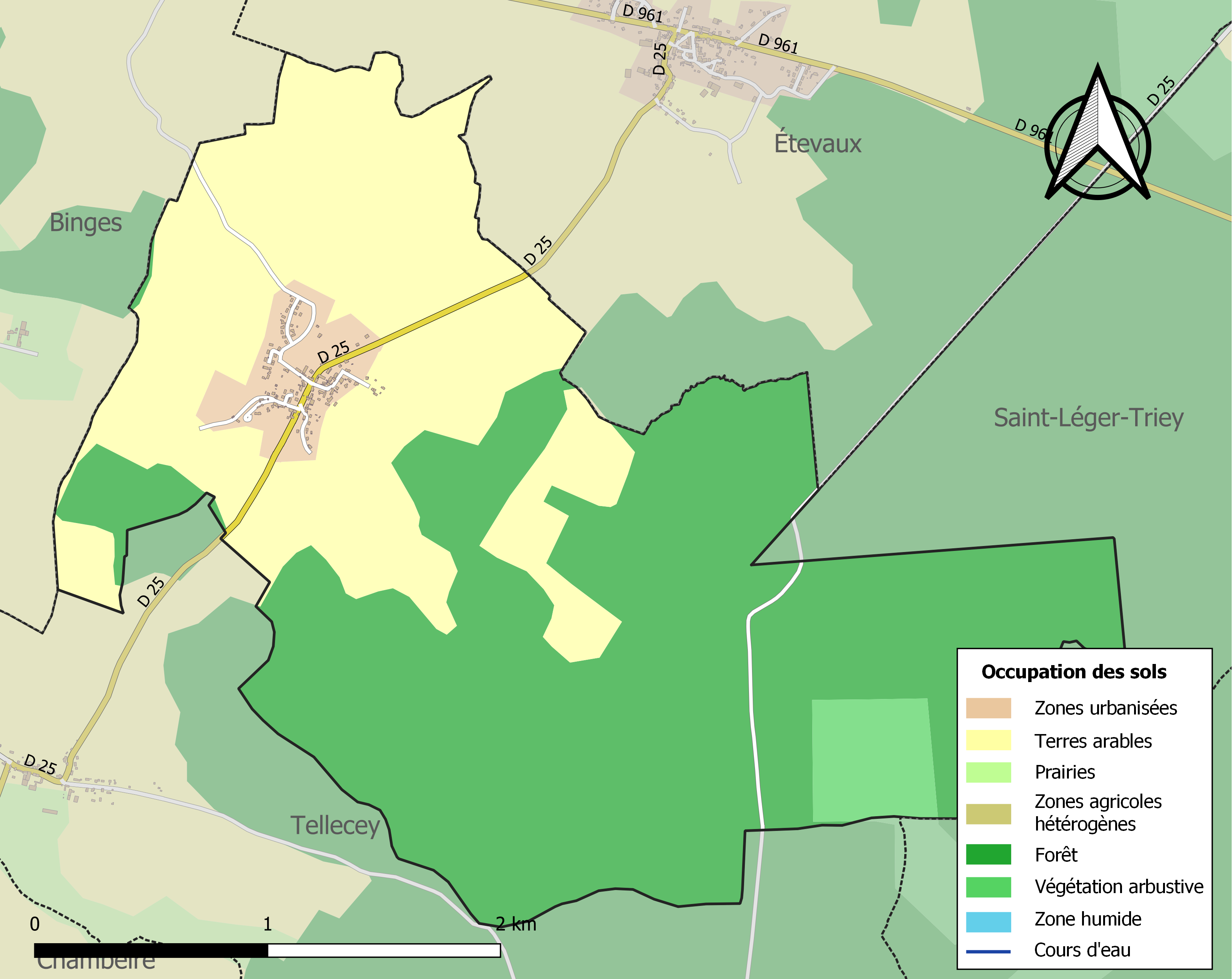
Carte des infrastructures et de l'occupation des sols de la commune en 2018 (CLC).

L'occupation des sols de la commune, telle qu'elle ressort de la base de données européenne d’occupation biophysique des sols Corine Land Cover (CLC), est marquée par l'importance des forêts et milieux semi-naturels (62,1 % en 2018), une proportion identique à celle de 1990 (62,1 %). La répartition détaillée en 2018 est la suivante : forêts (59,1 %), terres arables (34,2 %), zones urbanisées (3,7 %), milieux à végétation arbustive et/ou herbacée (3 %).
L'évolution de l’occupation des sols de la commune et de ses infrastructures peut être observée sur les différentes représentations cartographiques du territoire : la carte de Cassini (XVIIIe siècle), la carte d'état-major (1820-1866) et les cartes ou photos aériennes de l'IGN pour la période actuelle (1950 à aujourd'hui).

### Habitat et logement
En 2021, le nombre total de logements dans la commune était de 85, alors qu'il était de 78 en 2016 et de 59 en 2011.
Parmi ces logements, 90,6 % étaient des résidences principales, 3,5 % des résidences secondaires et 5,9 % des logements vacants. Ces logements étaient  tous des maisons individuelles.
Le tableau ci-dessous présente la typologie des logements à Cirey-lès-Pontailler en 2021 en comparaison avec celle de la Côte-d'Or et de la France entière. Une caractéristique marquante du parc de logements est ainsi la faible proportion des résidences secondaires et logements occasionnels (3,5 %) par rapport au département (5,7 %) et à la France entière (9,7 %).
| Typologie                                               | Cirey-lès-Pontailler | Côte-d'Or | France entière |
| ------------------------------------------------------- | -------------------- | --------- | -------------- |
| Résidences principales (en %)                           | 90,6                 | 85,8      | 82,2           |
| Résidences secondaires et logements occasionnels (en %) | 3,5                  | 5,7       | 9,7            |
| Logements vacants (en %)                                | 5,9                  | 8,5       | 8,1            |

## Politique et administration

### Rattachements administratifs et électoraux

#### Rattachements administratifs
La commune se trouve depuis 1926 dans l'arrondissement de Dijon du département de la Côte-d'Or.
Elle faisait partie depuis 1801 du canton de Pontailler-sur-Saône. Dans le cadre du redécoupage cantonal de 2014 en France, cette circonscription administrative territoriale a disparu, et le canton n'est plus qu'une circonscription électorale.

#### Rattachements électoraux
Pour les élections départementales, la commune fait partie depuis 2014 du canton d'Auxonne.
Pour l'élection des députés, elle fait partie de la deuxième circonscription de la Côte-d'Or.

### Intercommunalité
Cirey-lès-Pontailler était membre de la communauté de communes du canton de Pontailler, un établissement public de coopération intercommunale (EPCI) à fiscalité propre créé en 2003 et auquel la commune avait transféré un certain nombre de ses compétences, dans les conditions déterminées par le code général des collectivités territoriales.
Dans le cadre des dispositions de la loi portant nouvelle organisation territoriale de la République du 7 août 2015, qui prévoit que les établissements publics de coopération intercommunale (EPCI) à fiscalité propre doivent avoir un minimum de 15 000 habitants, cette intercommunalité a fusionné avec la communauté de communes Auxonne - Val de Saône pour former, le 1er janvier 2017, la communauté de communes Auxonne Pontailler Val de Saône, dont est désormais membre la commune.

### Liste des maires
| Période                                  | Période                     | Identité         | Étiquette | Qualité                          |
| ---------------------------------------- | --------------------------- | ---------------- | --------- | -------------------------------- |
| Les données manquantes sont à compléter. |                             |                  |           |                                  |
|                                          |                             |                  |           |                                  |
| 1953                                     | 1959                        | Marcel Gallotte  |           | Sabotier                         |
|                                          |                             |                  |           |                                  |
| avant 1970                               | 1996                        | Robert Bredillet |           | Agriculteur                      |
| mars 1996                                | 2001                        | Jacques Ryard    |           | Instituteur                      |
| mars 2001                                | novembre 2022               | Daniel Dion      | EELV      | Agent technique Mort en fonction |
| février 2023                             | En cours (au 10 avril 2024) | Thierry Rolland  |           | Agent de l’État                  |

## Équipements et services publics

### Enseignement
Les enfants de la commune sont scolarisés avec ceux  de Binges, Étevaux et Tellecey dans le cadre d'un regroupement pédagogique intercommunal (RPI).
Ils spoursuivent leurs études au collège de Pontailler-sur-Saône puis aux lycées d'Auxonne ou de  Dijon.

## Population et société

### Démographie
L'évolution du nombre d'habitants est connue à travers les recensements de la population effectués dans la commune depuis 1793. Pour les communes de moins de 10 000 habitants, une enquête de recensement portant sur toute la population est réalisée tous les cinq ans, les populations de référence des années intermédiaires étant quant à elles estimées par interpolation ou extrapolation. Pour la commune, le premier recensement exhaustif entrant dans le cadre du nouveau dispositif a été réalisé en 2005.

En 2022, la commune comptait 180 habitants, en évolution de −10,45 % par rapport à 2016 (Côte-d'Or : +0,82 %, France hors Mayotte : +2,11 %).
| 1793 | 1800 | 1806 | 1821 | 1831 | 1836 | 1841 | 1846 | 1851 |
| ---- | ---- | ---- | ---- | ---- | ---- | ---- | ---- | ---- |
| 275  | 230  | 231  | 263  | 295  | 284  | 302  | 275  | 272  |

| 1856 | 1861 | 1866 | 1872 | 1876 | 1881 | 1886 | 1891 | 1896 |
| ---- | ---- | ---- | ---- | ---- | ---- | ---- | ---- | ---- |
| 247  | 276  | 261  | 221  | 194  | 172  | 167  | 153  | 148  |

| 1901 | 1906 | 1911 | 1921 | 1926 | 1931 | 1936 | 1946 | 1954 |
| ---- | ---- | ---- | ---- | ---- | ---- | ---- | ---- | ---- |
| 163  | 154  | 134  | 122  | 112  | 111  | 95   | 96   | 91   |

| 1962 | 1968 | 1975 | 1982 | 1990 | 1999 | 2005 | 2006 | 2010 |
| ---- | ---- | ---- | ---- | ---- | ---- | ---- | ---- | ---- |
| 93   | 76   | 66   | 65   | 93   | 115  | 127  | 125  | 137  |

| 2015 | 2020 | 2022 | - | - | - | - | - | - |
| ---- | ---- | ---- | - | - | - | - | - | - |
| 186  | 186  | 180  | - | - | - | - | - | - |

## Culture locale et patrimoine

### Lieux et monuments
- Église paroissiale Saint-Laurent. Le Christ en croix sous le porche serait du XVIe siècle[19]. À la suite de chutes de morceaux de plafonds, l'église est fermée depuis 2024 et des travaux sont envisagés[20]
- Lavoir à pompe.
- Circuit pédestre.

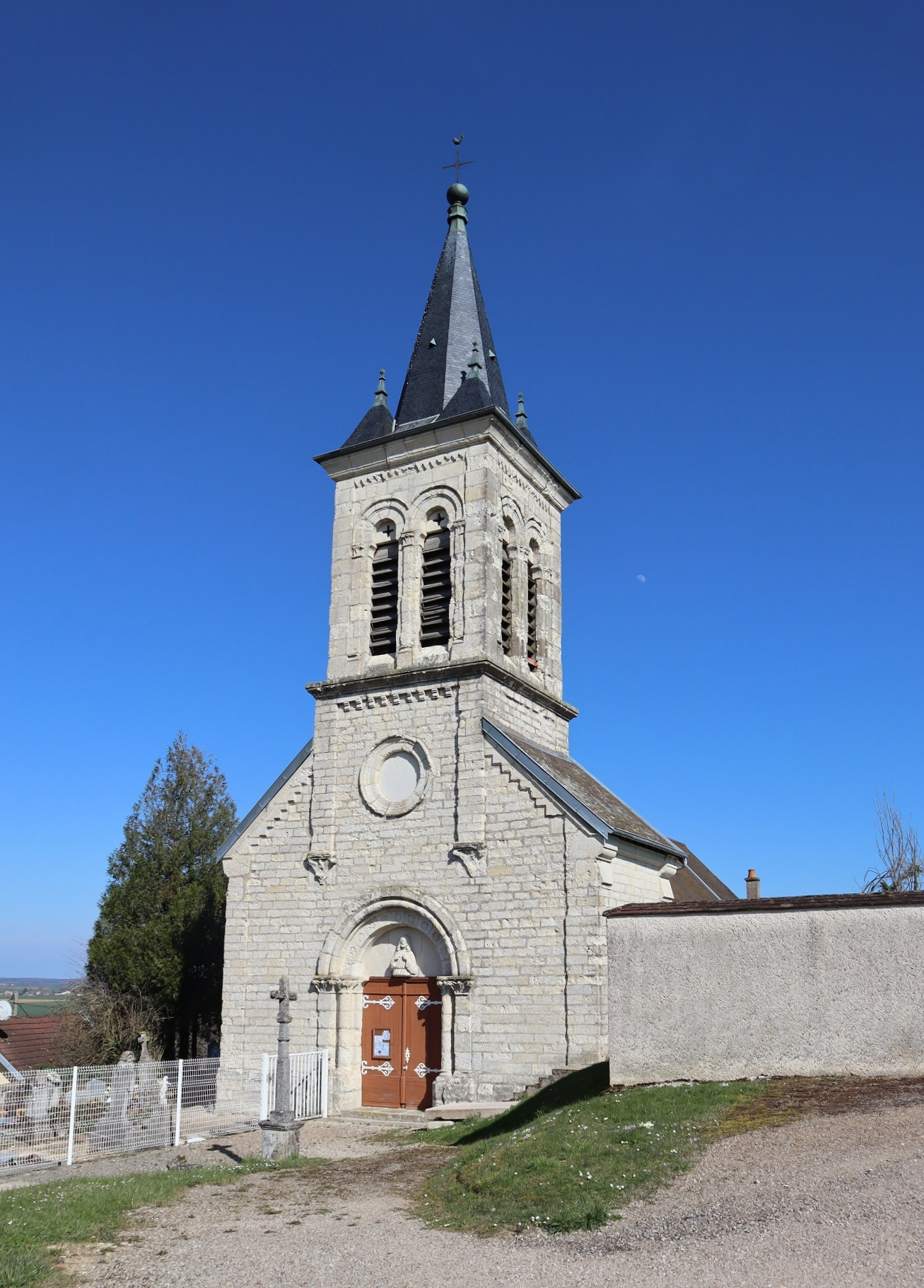
L'église Saint-Laurent de Cirey-lès-Pontailler.
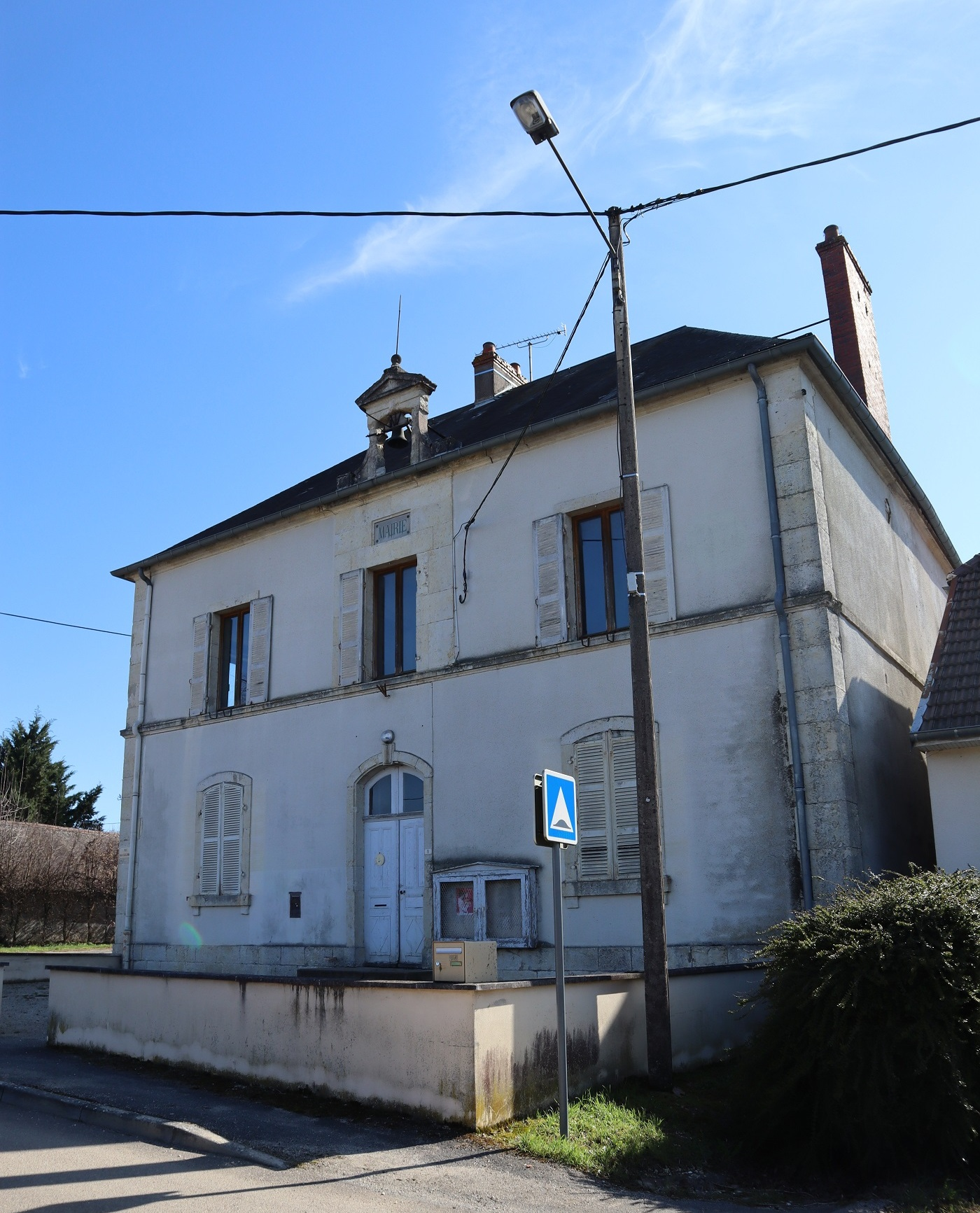
L'ancienne mairie.
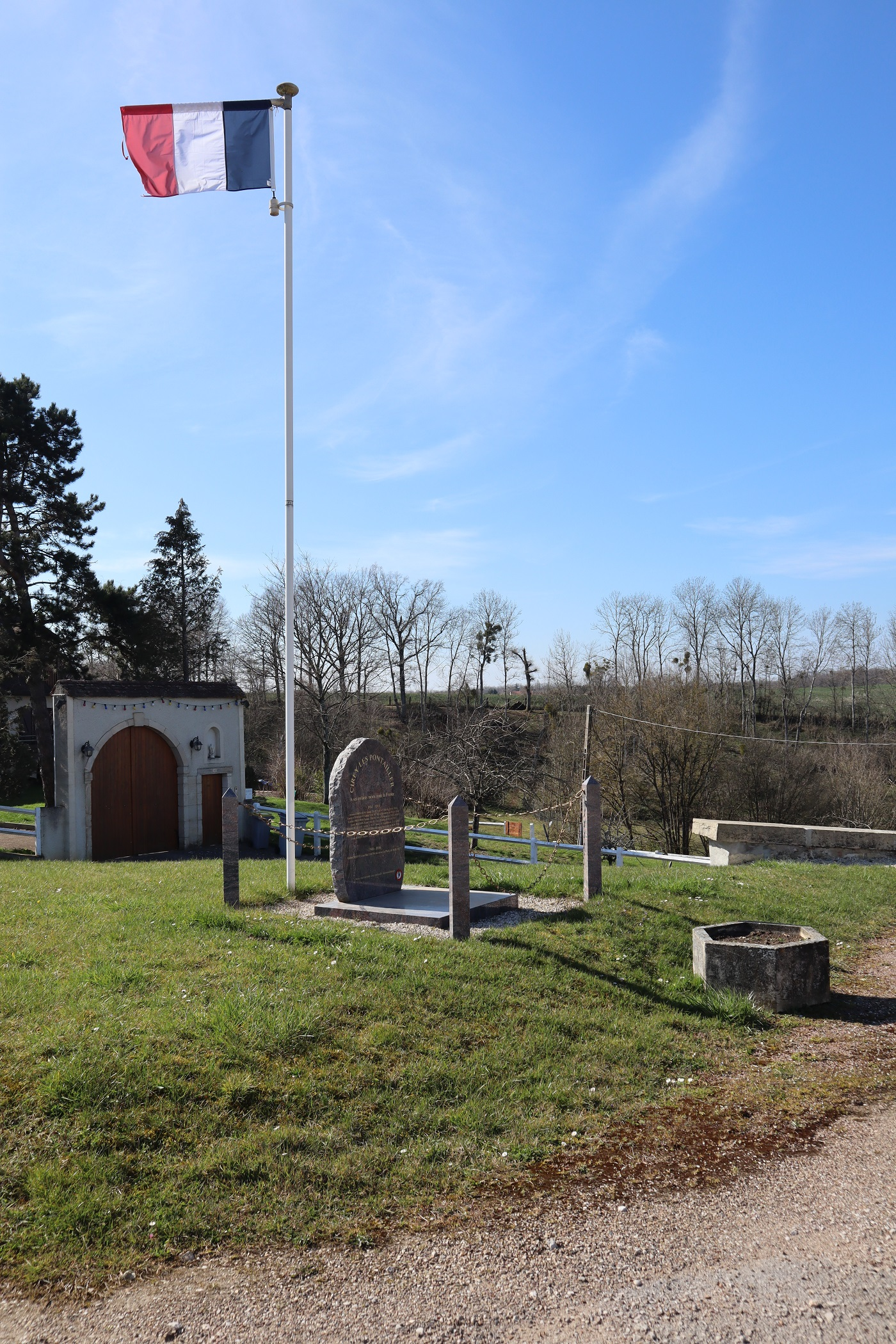
Le monument aux morts.

### Personnalités liées à la commune
- André Lallemand (1904-1978), astronome français, inventeur de la caméra électronique en 1936, y est né.

### Héraldique
| Blason de Cirey-lès-Pontailler | Blason  | D'argent à quatre flammes de gueules mouvant de la pointe, au pal d'azur brochant sur le tout et chargé d'une crosse contournée d'or, le tout sommé d'un chef de gueules chargé d'un gril d'argent posé en fasce. Différences entre dessin et blasonnement : Texte : 4 flammes, dessin : nombre indéterminé. Texte : pal, dessin : vergette. |
| Blason de Cirey-lès-Pontailler | Détails | Le statut officiel du blason reste à déterminer. |

## Pour approfondir